# هربرت لان
هربرت لان (بالإنجليزية: Herbert Lane)‏ هو سياسي أسترالي، ولد في 1853، وتوفي في 16 فبراير 1938. انتخب عضو الجمعية التشريعية نيو ساوث ويلز.